# Amy Mbacké Thiam
Amy Mbacké Thiam, senegalska atletinja, * 10. november 1976, Kaolack, Senegal.
Nastopila je na olimpijskih igrah v letih 2000, 2004 in 2012, leta 2000 se je uvrstila v polfinale teka na 400 m. Na svetovnih prvenstvih je v isti disciplini osvojila naslov prvakinje leta 2001 in bronasto medaljo leta 2003, na afriških prvenstvih pa zlato medaljo leta 2006 in srebrno leta 2010.